# Nordhouse
Nordhouse (Nordhausen in tedesco e Nartz in alsaziano) è un comune francese di 1 739 abitanti situato nel dipartimento del Basso Reno nella regione del Grand Est.

## Società

### Evoluzione demografica
Abitanti censiti